# Peter Lübeke
Peter Lübeke (Perleberg, 26 november 1952 – 22 juli 2022) was een Duits voetballer.

## Loopbaan
Lübeke begon met voetballen bij het plaatselijke Sportverein Renchen 1920. Daar schopte hij het tot de regionale selectie, waarmee hij op zeventienjarige leeftijd een toernooi speelde in Kassel. Daar werd hij gescout door Hamburger SV en zodoende maakte hij de overstap naar een profclub. In Hamburg werd de spits gezien als opvolger van Uwe Seeler, welke hij verving tijdens zijn debuut in de Bundesliga. Zijn eerste optreden wist de spits op te luisteren met twee doelpunten waardoor er met 3-1 werd gewonnen van Eintracht Braunschweig. De hoge verwachtingen kon Lübeke echter niet waarmaken, waardoor hij wedstrijden vaak vanaf de zijlijn moest aanschouwen. In 1973 besloot de spits daarom te vertrekken en ondertekende hij een contract bij 1. FC Saarbrücken. Daar speelde hij gedurende zijn tweejarige verblijf alle wedstrijden (79 duels) waarin hij 24 maal scoorde. Mede door zijn doelpunten wist de club in 1974 te promoveren naar de 2. Bundesliga. Saarbrücken wist zich daar echter niet te handhaven, waarna Lübeke besloot van club te wisselen om toch op een hoog niveau te kunnen blijven spelen. De trainer van Bayer Uerdingen wist hem te overtuigen maar zijn verblijf bij de club liep, mede door blessures, naar eigen zeggen uit op een 'catastrofe'. Na één seizoen vertrok Lübeke daarom naar het Spaanse Hércules CF. Daar wist hij te overtuigen en trok hij de aandacht van Ajax. Ondanks dat de spits het erg naar zijn zin had in Spanje, besloot Lübeke in 1977 toch te vertrekken naar de drievoudig Europacup I-winnaar. Zijn periode in Nederland liep echter uit op een debacle: medespelers hadden geen oog voor Lübeke en de spits kreeg geen ballen toegespeeld. Na een half jaar, waarin hij zes wedstrijden voor de Amsterdammers had gespeeld, keerde hij terug naar Duitsland. Bij Eintracht Braunschweig stond hij nog drie seizoenen onder contract, totdat hij in 1980 zijn carrière beëindigde.